# NGC 1841
NGC 1841 је збијено звјездано јато у сазвежђу Трпеза које се налази на NGC листи објеката дубоког неба.
Деклинација објекта је - 83° 59' 49" а ректасцензија 4h 45m 23,1s. Привидна величина (магнитуда) објекта NGC 1841 износи 14,1. NGC 1841 је још познат и под ознакама GCL 8, ESO 4-SC15.